# Wybory prezydenckie w Islandii w 2004 roku
Wybory prezydenckie w Islandii odbyły się 26 czerwca 2004. W wyborach oddano rekordową liczbę głosów nieważnych (23,3%). Wygrał je urzędujący prezydent Ólafur Ragnar Grímsson, zdobywając 85,6% ważnych głosów.
W wyborach startowało trzech kandydatów: Ólafur Ragnar Grímsson, biznesmen Baldur Ágústsson oraz działacz pokojowy Ástþór Magnússon.
Wcześniej w 2004 roku prezydent Ólafur Ragnar skorzystał po raz pierwszy w dziejach Islandii z konstytucyjnego prawa weta, odrzucając przyjętą przez Alþingi ustawę medialną. Była to kontrowersyjna decyzja, dlatego przeciwnicy weta zorganizowali kampanię na rzecz oddawania głosów nieważnych.

## Wyniki wyborów
| Kandydat               | Głosy   | %    |
| ---------------------- | ------- | ---- |
| Ólafur Ragnar Grímsson | 90 662  | 85,6 |
| Baldur Ágústsson       | 13 250  | 12,3 |
| Ástþór Magnússon       | 2 001   | 1,9  |
| Razem głosów ważnych   | 105 913 | 100  |
| Głosów nieważnych      | 28 461  | 23,3 |
| źródło:                |         |      |